# Ostrau (Jahnatal)
Ostrau è una frazione del comune tedesco di Jahnatal, in Sassonia.

## Storia
Il 1º gennaio 2023 il comune di Ostrau venne fuso con il comune di Zschaitz-Ottewig, formando il nuovo comune di Jahnatal.